# Фаренкруг
Фаренкруг (њем. Fahrenkrug) општина је у њемачкој савезној држави Шлезвиг-Холштајн. Једно је од 95 општинских средишта округа Зегеберг. Према процјени из 2010. у општини је живјело 1.610 становника. Посједује регионалну шифру (AGS) 1060020.

## Географски и демографски подаци
Фаренкруг се налази у савезној држави Шлезвиг-Холштајн у округу Зегеберг. Општина се налази на надморској висини од 27 метара. Површина општине износи 6,2 km². У самом мјесту је, према процјени из 2010. године, живјело 1.610 становника. Просјечна густина становништва износи 259 становника/km².

## Међународна сарадња
| Мјесто            | Држава    | Врста сарадње | Од    |
| ----------------- | --------- | ------------- | ----- |
| Злоћењец          | Пољска    | партнерство   | 1995. |
| Кирјат Моцгин     | Израел    | партнерство   | 1984. |
| Рихимеки          | Финска    | партнерство   | 1954. |
| Веро              | Естонија  | партнерство   | 1990. |
| Егр               | Француска | партнерство   | 1987. |
|                   | Пољска    | партнерство   | 1996. |
| Текел             | Мађарска  | партнерство   | 1993. |
|                   | Француска | партнерство   | 1988. |
| Сомерстет         | Данска    | партнерство   | 1954. |
| Јужни Даблин      | Ирска     | партнерство   | 1997. |
| Полва             | Естонија  | партнерство   | 1993. |
| Дравско Поморскје | Пољска    | контакт       | 1991. |
| Извор             |           |               |       |